# Chorley (Shropshire)
Chorley – osada w Anglii, w Shropshire. W 1870-72 osada liczyła 114 mieszkańców.